# Glenfiddich
Glenfiddich (dosł. "dolina jeleni") – szkocka single malt whisky, destylowana i butelkowana przez William Grant & Sons, w destylarni Glenfiddich, w miejscowości Dufftown w Szkocji.

## Historia
W 1886 William Grant założył destylarnię w Dufftown, w dolinie w pobliżu rzeki Fiddich. Whisky Glenfiddich po raz pierwszy napić się można było w Boże Narodzenie 1887.
W latach sześćdziesiątych i siedemdziesiątych dwudziestego wieku wiele małych destylarni zbankrutowało lub zostało wykupionych. Grant & Sons ocalał, stosując strategię ekskluzywnej marki i wprowadzając szkocką single malt na rynek międzynarodowy. Pomysł ten sprawdził się i Glenfiddich jest w chwili obecnej najlepiej sprzedającą się whisky single malt na świecie, z udziałem w rynku ok. 20% i będąc dostępna w 180 krajach.
Destylarnia Glenfiddich była pierwszym zakładem, który w 1969 roku otworzył własny Visitor Centre. Według danych z 2002 roku rocznie odwiedzało ją około 125 tysięcy gości.
Logo marki inspirowane było obrazem Edwina Landseera – The Monarch of the Glen.

## Produkcja

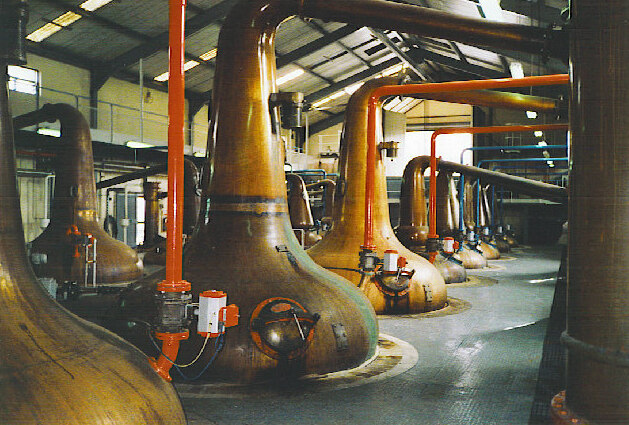
Miedziane alembiki w destylarni

Glenfiddich to jedyna szkocka whisky z tego rejonu destylowana, leżakowana i butelkowana w jednym miejscu. Destylarnia jest także jedyną w Szkocji, która używa do produkcji wody z pojedynczego źródła ("Robbie Dhu").
Glenfiddich dojrzewa w dębowych beczkach po rumie kubańskim (w przypadku "Gran Reserva"), po burbonie z USA (w przypadku "Ancient Glenfiddich") lub po sherry z Hiszpanii.

## Butelkowanie

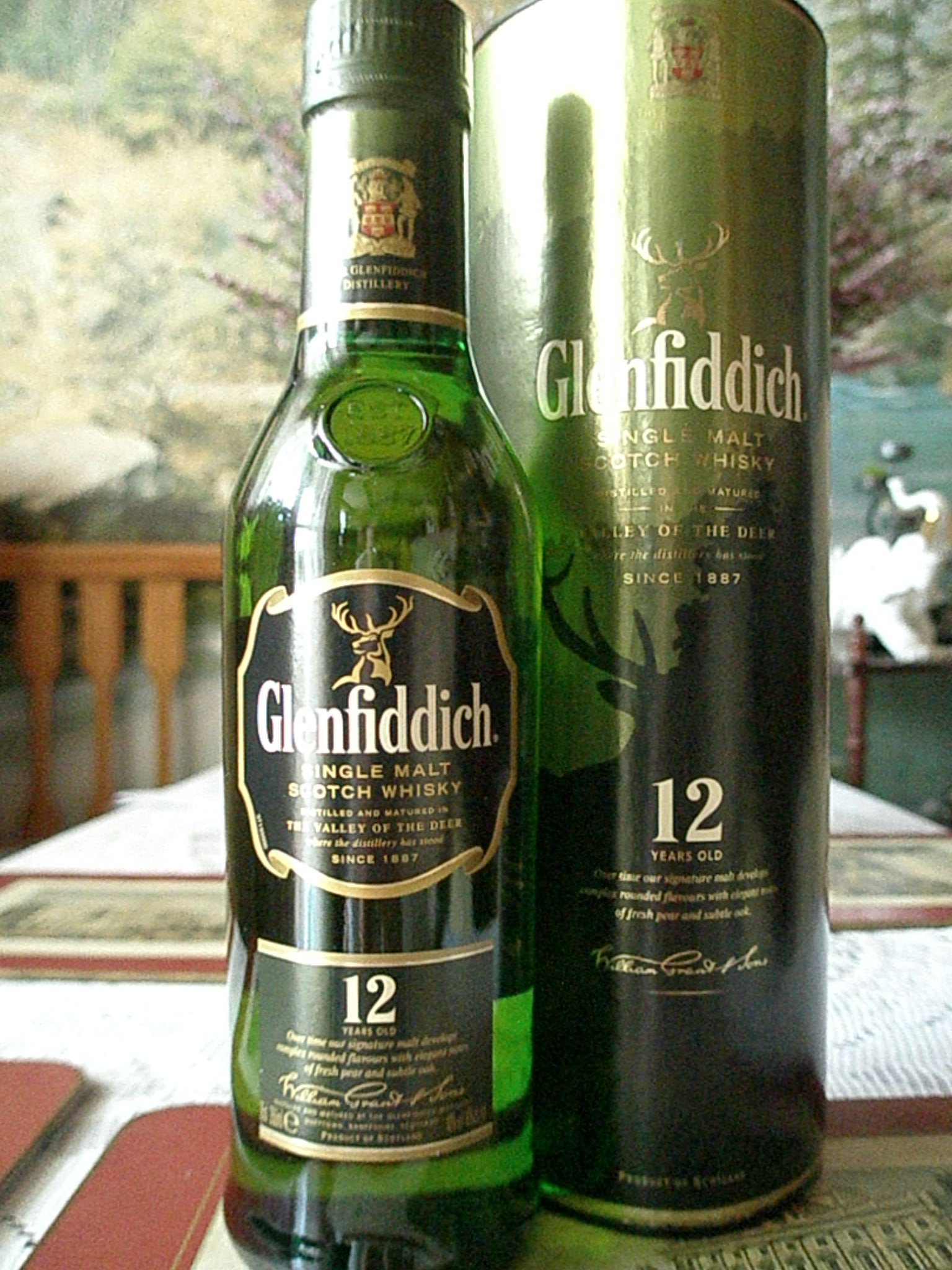
Glenfiddich 12yo

Glenfiddich jest butelkowana po 12, 15, 18, 21 i 30 latach. Wyprodukowano także kilka serii specjalnych, w tym:
- Glenfiddich 40 Year Old (z beczek napełnionych w 1963)
- Glenfiddich 50 Year Old
- Glenfiddich 1937 (butelkowana w 2001, czyli 64-letnia, ponieważ lata spędzone w butelce nie liczą się)